# Saint-Ciergues
Saint-Ciergues település Franciaországban, Haute-Marne megyében. Lakosainak száma 179 fő (2022. január 1.). Saint-Ciergues Beauchemin, Courcelles-en-Montagne, Humes-Jorquenay, Langres, Mardor, Ormancey, Perrancey-les-Vieux-Moulins, Saint-Martin-lès-Langres és Voisines községekkel határos.

## Népesség
A település népessége az elmúlt években az alábbi módon változott:
| Lakosok száma | 167  | 196  | 178  | 170  | 183  | 187  | 189  | 183  | 182  | 179  |
|               | 1968 | 1982 | 1990 | 2006 | 2013 | 2015 | 2017 | 2019 | 2020 | 2022 |